# André Boulloche
André Boulloche fue un político francés. Nació el 7 de septiembre de 1915 en París. Murió el 16 de marzo de 1978 en un accidente de avión.

## Biografía
Ingeniero de Caminos, Canales y Puertos, se alistó en la Organisation Civile et Militaire (OCM), movimiento de resistencia, en enero de 1941, antes de ser deportado a Alemania el 27 de abril de 1944 al campo de concentración de Flossenbürg. En 1946, pasó a ser militante de la SFIO.
André Boulloche fue nombrado en 1953 jefe del servicio de Infraestruras en el Ministerio del Aire y posteriormente, en 1955, director de Obras Públicas en Marruecos.
En 1957 dirigió el Gabinete de Maurice Bourgès-Maunoury, entonces jefe de Gobierno, antes de ser nombrado el 7 de julio de 1958 ministro adjunto a la Presidencia del Gobierno en el tercer Gobierno de Charles de Gaulle (hasta el 8 de enero de 1959).
Michel Debré le nombró ministro de Educación el 8 de enero de 1959. Único socialista del Gobierno Debré, dimitió el 23 de diciembre de 1959, a causa de los cambios incorporados al proyecto de ley escolar que favorecían a la escuela privada.
Fue elegido alcalde de Montbéliard en 1965, presidente del Distrito urbano del Pays de Montbéliard, y posteriormente diputado por la Fédération de la gauche démocrate et socialiste del Departamento de Doubs de 1967 a 1978.
Fue miembro de la Comisión ejecutiva del Partido Socialista francés en 1969, vicepresidente del grupo socialista en la Asamblea Nacional, y luego secretario nacional del Partido Socialista (1976). Se le consideró como posible ministro de Economía y Finanzas en caso de una victoria de la izquierda en las siguientes elecciones. Fue miembro de la Asamblea parlamentaria del Consejo de Europa en 1973.

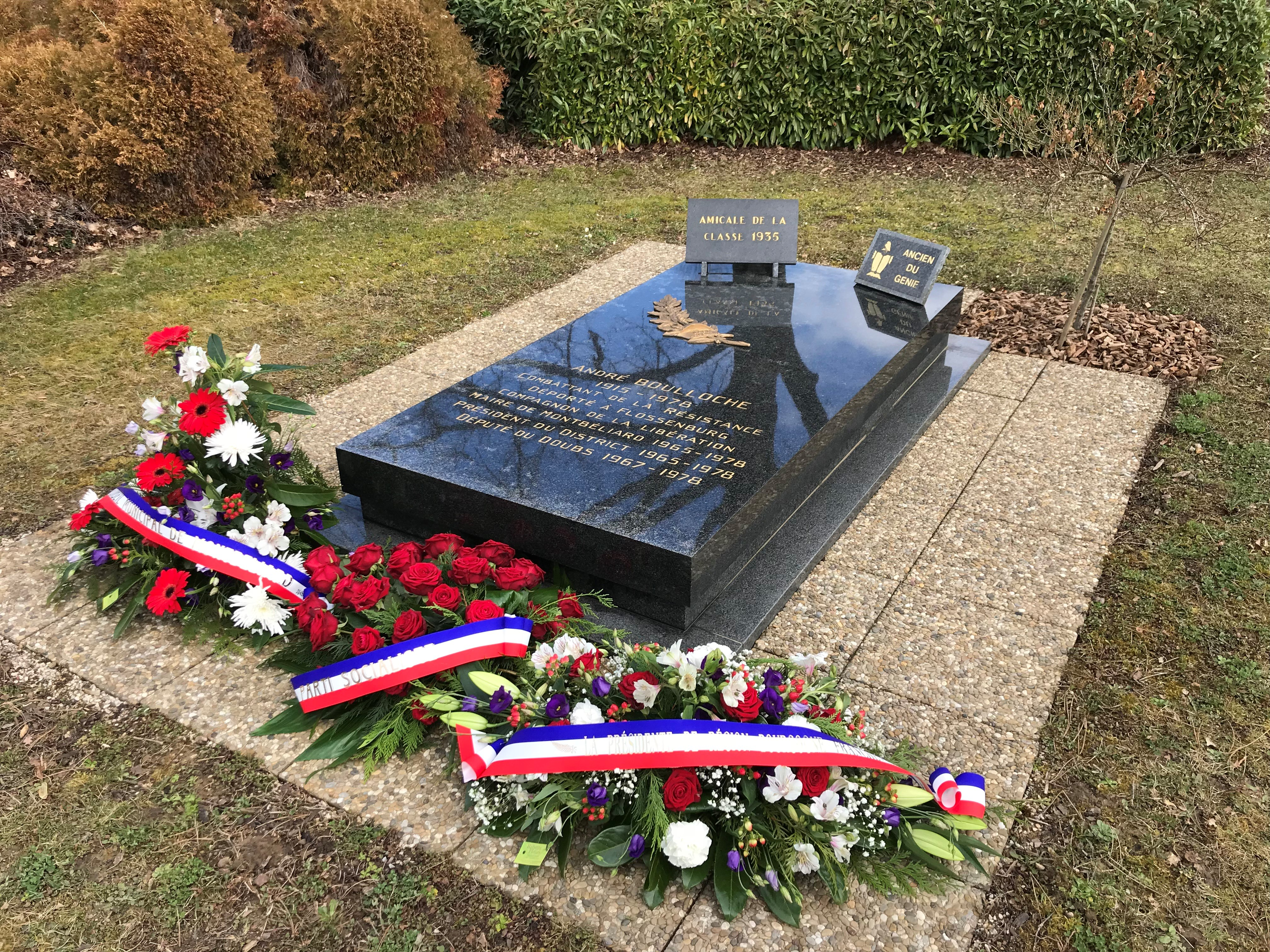
Tumba de André Boulloche en Montbéliard

André Boulloche falleció a causa de las heridas sufridas en un accidente de aviación, cuando regresaba de una reunión electoral entre las dos vueltas de las elecciones generales de marzo de 1978, en el monte Blauen. Fue enterrado en Montbéliard.

## Condecoraciones
- Croix de Guerre 39-45
- Compagnon de la Libération
- Médaille de la Résistance